# .se
se. که قبلاً با نام تجاری SE. شناخته می‌شد، دامنه سطح بالای کد کشور اینترنتی (ccTLD) برای سوئد است. دامنه برتر توسط بنیاد اینترنت در سوئد (Internetstiftelsen i Sverige) اداره می‌شود، اما دامنه‌ها باید از طریق یکی از ثبت کنندگان تأیید شده ثبت شوند. بنیاد اینترنت در سوئد بر اساس منشور بنیاد و اساسنامه آن اداره می‌شود. این بنیاد توسط هیئت مدیره ای اداره می‌شود که تصمیمات آن توسط مدیریت اجرایی اجرا می‌شود.

## سیستم قبل از ۲۰۰۳
قبل از آوریل ۲۰۰۳، قوانین حاکم بر دامنه‌های تحت دامنه se top. بسیار محدود کننده بودند. فقط شرکت‌ها، انجمن‌ها و مراجع ثبت شده در سراسر کشور مجاز به ثبت دامنه بودند و باید بسیار شبیه به نام ثبت شده باشد. محصولات مجزا واجد شرایط برای نام‌های دامنه سطح دوم جداگانه نیستند، حتی اگر علائم تجاری ثبت شده باشند. (علائم تجاری می‌توانند تحت tm.se ثبت شوند، اما رضایت بخش در نظر گرفته نشد. چندین شرکت برای دور زدن این قانون و محافظت از علامت تجاری، شرکت‌های دختری را به نام محصولات تشکیل دادند) افراد می‌توانستند یک (و تنها یک) دامنه را با پسوند pp.se ثبت کنند (pp مخفف «شخص خصوصی» است) و شرکت‌ها و سازمان‌های ثبت شده فقط در یک شهرستان واجد شرایط برای دامنه‌هایی با <county letter> بودند. پسوند .se. نام سازمان‌های غیرانتفاعی در سطح شهرستان در سوئد ثبت شده‌است. باشگاه‌های ورزشی نیازی به ثبت نام خود ندارند، اما برای ثبت نام "county.se" نیاز بود که این کار را پیچیده کرد. بسیاری از کسانی که نتوانستند مستقیماً تحت se. ثبت نام کنند، در عوض در com. یا nu. ثبت نام کردند. این قوانین در سال ۱۹۹۶ معرفی شدند. قبل از آن قوانین غیررسمی وجود داشت که حتی محدودتر بود، که در آن افراد خصوصی و باشگاه‌های ورزشی نمی‌توانستند دامنه ثبت کنند.
دامنه‌های سطح دوم سابق عبارت بودند از:
| دامنه    | استفاده               |
| -------- | --------------------- |
| a.se     | شهر استکهلم           |
| b.se     | شهرستان استکهلم       |
| ac.se    | شهرستان وستربوتن      |
| bd.se    | شهرستان نوربوتن       |
| c.se     | شهرستان اوپسالا       |
| d.se     | شهرستان سودرمانلند    |
| e.se     | شهرستان اوسترگوتلند   |
| f.se     | شهرستان یونکوپینگ     |
| g.se     | شهرستان کرونوبرگ      |
| h.se     | شهرستان کالمار        |
| i.se     | شهرستان گوتلند        |
| k.se     | شهرستان بلکینگه       |
| l.se     | شهرستان کریستیانستاد  |
| m.se     | شهرستان اسکانه        |
| n.se     | شهرستان هالند         |
| o.se     | شهرستان وسترا گوتالند |
| p.se     | شهرستان الوسبورگ      |
| r.se     | شهرستان اسکارابرگ     |
| s.se     | شهرستان ورملند        |
| t.se     | شهرستان اوربرو        |
| I.se     | شهرستان وستمانلند     |
| w.se     | شهرستان دالارنا       |
| x.se     | شهرستان گاولبورگ      |
| y.se     | شهرستان وسترنورلند    |
| z.se     | شهرستان جمتلند        |
| org.se   | سازمان‌های غیرانتفاعی  |
| pp.se    | افراد خصوصی           |
| tm.se    | علائم تجاری           |
| parti.se | احزاب سیاسی           |
| press.se | نشریات ادواری         |

فقط تعداد کمی از این دامنه‌های سطح دوم هنوز (۲۰۲۱) در آدرس‌های وب فعال استفاده می‌شود.
از آنجایی که å,ä,ö به دلایل فنی در دسترس نبودند، سازمان‌ها می‌توانستند در صورت موجود بودن، نام را با a و o ثبت کنند که گاهی باعث ایجاد مشکل می‌شود. شهرداری هابو و هابو در مورد نام habo.se دعوای حقوقی داشتند که هابو از آنجایی که برای اولین بار ثبت نام کردند برنده شد. پس از سال‌ها، در سال ۲۰۱۱، آنها موافقت کردند که http://www.habo.se/ به وب سایت‌های هر دو شهرداری پیوند داده شود. از سال ۲۰۰۳ سوئد اجازه ثبت å,ä,ö در آدرس‌های وب را داد.

## سیستم بعد از ۲۰۰۳
با قوانین جدید، هر نهاد یا شخص می‌تواند هر تعداد دامنه را با محدودیت‌های کمی ثبت کند. افراد می‌توانند هر دامنه se. را ثبت کنند، تا زمانی که در دسترس باشد، نه در .لیست مسدود شده یا رزرو شده SE. در همان زمان، قوانین تخصیص نام دامنه به اصل اول، اولین خدمت، تغییر یافت و قوانین ساده‌تری برای حل اختلاف ایجاد شد.
از اکتبر ۲۰۰۳، SE. شروع به پذیرش ثبت نام‌های دامنه بین‌المللی که شامل حروف å, ä, ö, ü و é می‌باشد. در ۶ سپتامبر ۲۰۰۷، در مجموع ۲۵۰ کاراکتر در دسترس قرار گرفت که از نام‌هایی در تمامی زبان‌های اقلیت رسمی سوئد پشتیبانی می‌کردند: فنلاندی، مینکیلی (Tornedalsfinska)، سامی، رومانی و ییدیش.
نام‌های دامنه با å,ä,ö برای چندین سال زیاد مورد استفاده قرار نگرفته‌اند، تا حدی چون مرورگرهای سمت کاربر باید از پشتیبانی ویژه برخوردار باشند. هنوز (از سال ۲۰۱۳)، سازمان‌هایی که å,ä,ö به نام خود دارند (مانند Skåne) عمدتاً از دامنه‌های بدون این حروف (مثلا http://www.skane.se) استفاده می‌کنند و از تغییر مسیر از نام اصلی خود استفاده می‌کنند (مثلا http . ://www.skåne.se). بسیاری از سازمان‌ها از نام مناسب خود با å، ä یا ö پشتیبانی نمی‌کنند (به عنوان مثال https://web.archive.org/web/20170928122628/http://xn--vsterbotten-l8a.se/ از سال ۲۰۱۳ کار نمی‌کند).
برخی از TLDهای سطح دوم هنوز تحت .se در حال استفاده هستند، به عنوان مثال .domstol.se که برای دادگاه‌های سوئدی محفوظ است. اینها ممکن است توسط NIC به عنوان TLDهای سطح دوم شناسایی نشوند، اگرچه در عمل اینطور هستند.
se. اولین TLD است که خدمات DNSSEC را ارائه می‌دهد. این کار را با استفاده از OpenDNSSEC انجام می‌دهد.
کل دامنه se. در تاریخ ۱۲ اکتبر ۲۰۰۹ به مدت ۵۸ دقیقه در دسترس نبود، زیرا یک خطا در حین نگهداری معمول توسط SE. همه نام‌های موجود در رجیستری نام دامنه را خراب کرد.

## هک‌های شناخته شده
بسیاری از دامنه‌های سوئدی برای کلمات انگلیسی که با "se" ختم می‌شوند، رزرو شده بودند. در نتیجه گمانه زنی‌های نام دامنه، عملاً چنین نام دامنه ای در بازار اصلی دامنه موجود نیست. اکثر آنها را می‌توان در بازار ثانویه دامنه خریداری کرد. فقط چند دامنه توسعه داده شد.